# Rosso di Montelupo
Il Rosso di Montelupo è un bacile in maiolica realizzato nel 1509 da Lorenzo di Piero Sartori. 
Celebre per il notevole uso del colore rosso, che normalmente veniva usato dai ceramisti montelupini in piccole quantità solo in caso di ripassi e lumeggiature.

## Storia
Il Rosso di Montelupo è stato realizzato nel 1509 da Lorenzo di Piero Sartori a Montelupo Fiorentino.
Successivamente è entrato a far parte della collezione di Gustave de Rothschild di Parigi, banchiere francese, esponente dell'omonima famiglia, e in seguito è divenuto di proprietà dell'antiquario e collezionista parigino Alain Moatti. Nel 2002 è stato acquistato dal comune di Montelupo al prezzo di 180 000 euro con lo scopo di donarlo al museo locale. Dal 2002, si trova esposto nel Museo della ceramica di Montelupo.

## Descrizione e stile
Il Rosso di Montelupo è un bacile in maiolica a larga tesa e basso ricasco, il cui nome deriva dal suo particolare pigmento rosso. La composizione chimica di questo colore rimane ancora oggi sconosciuta, ma secondo gli studiosi si tratta di un ossido di manganese ricco di arsenico, importato dalla Turchia, in particolare dalla città turca di İznik, i cui vasai lo usavano per le proprie maioliche. Questo colore arrivava in Toscana grazie alle compagnie fiorentine che esportavano le maioliche di Montelupo in tutto il Mediterraneo. Nel Rosso di Montelupo è stato fatto un ampio uso di questo colore rosso che normalmente veniva usato in piccole quantità durante la terza cottura del vaso e, grazie all'effetto del fuoco, assumeva una tonalità brillante.
Il Rosso di Montelupo è ornato con figure "a grottesca", una particolare decorazione pittorica diffusa a partire dagli ultimi anni del Quattrocento, tratte dagli affreschi di epoca romana che venivano scoperti in quegli anni nella città di Roma. Una di queste è raffigurata in posizione centrale, all'interno di una cerchiatura contornata da una ghirlanda gialla, affiancata da due cornucopie e sormontata da un cesto di frutta sulla quale è posato un grande uccello. Subito dopo segue un'ulteriore cerchiatura di colore rosso, decorata dalle solite figure "a grottesca", che rappresentano teste di putti alati, cornucopie, fiori, volute vegetali e fili di perle. Sul ricasco di colore arancione sono raffigurate armi, corazze, tamburi, teste di leone e targhe che riportano la scritta "SPQR".

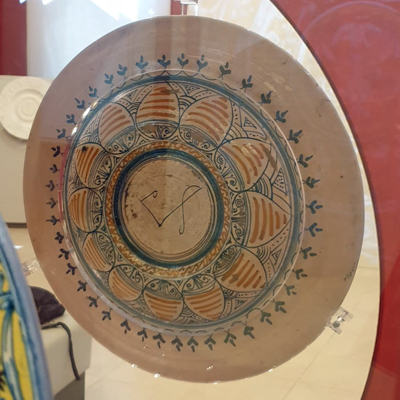
Il Rosso di Montelupo visto da dietro, con al centro la scritta "Lo". Questa firma è riconducibile alla bottega di Lorenzo di Piero Sartori.

Nella fascia più esterna si trova la tesa, ovvero la parte sporgente che circonda la base del bacile. Qui sono riportate due tipi di raffigurazioni. La prima ritrae una coppia di putti che con una mano stringono un filo di perle, mentre con l'altra impugnano un bastone che presenta la testa di un delfino. Nella parte in rosso è dipinto un granchio il quale tiene una targa, dove in alcuni casi sta scritto "SPQR", mentre in altri "SPQF". Invece, nella parte in giallo si trova un vaso stilizzato. La seconda raffigurazione ritrae due figure che escono da due volute con la testa di drago. Sopra di loro posano due geni che tengono in mano una tartaruga. Al centro una testa urlante perlinata; al di sotto si trova una targa che riporta la data "1509". Sopra di essa si trovano due cornucopie, mentre nella parte in giallo sono dipinti armi e trofei.
La forma prende spunto dai bacili da acquereccia, che venivano usati come raccoglitori dell'acqua che scendeva dalla brocca durante il lavaggio delle mani.
Le varie figure "a grottesca" e il basso ricasco con lo sfondo di colore arancione trovano riscontro nella maiolica senese, poiché i senesi utilizzavano questi temi decorativi per i propri prodotti. Tuttavia, il Rosso di Montelupo è stato sicuramente realizzato da Lorenzo di Piero Sartori, ceramista di Montelupo. Questo è attestato dalla sua firma posta sul retro.